# 郢
郢（えい、拼音: Yǐng）は、春秋戦国時代の楚の首都である。

## 概要
湖北省荊州市荊州区にその跡地が存在し、現在では紀南城遺跡として、全国重点文物保護単位に指定されている。ただし、楚は遷都するたびに都城を郢と名づけており、従って春秋戦国期、ここ以外にも郢と呼ばれた都市は存在する。

## 紀南城遺跡
多くの学説によれば、少なくとも春秋時代後半から紀元前3世紀頃までは、楚はこの都市を郢と呼んで首都としていたとされている。また、春秋左氏伝には、文公14年（前613年）と昭公23年（前519年）にそれぞれ「城郢（郢に城く）」とあることから、少なくともこの頃までには、楚はこの遺跡を首都として城壁の造営工事を行ったとされており、考古学的裏付けもされている。
ただし、この遺跡の一部には、春秋中期のものと見られる遺構もあることから、それ以前から楚がこの地を郢と呼び、首都を置いていた可能性も指摘される。この遺跡は、現在荊州市の行政区画内にあり、その城壁はおしなべて方形で、北3547m、西3751m、東3706m、南4502m、付近の八嶺山や紀山には当時の楚の王族の墓も散見される。
頃襄王21年（前278年）、白起の率いる秦軍により郢は陥落し、楚の王室と公族は陳に遷都した。郢の旧地には秦の南郡が設置された。